# Chevys Fresh Mex
Chevys Fresh Mex é uma cadeia americana de restaurantes casuais de estilo mexicano localizada nos Estados Unidos. A cadeia foi fundada em 1986 por Warren Simmons em Alameda, Califórnia. A sede da cadeia está atualmente localizada em Cypress, Califórnia. A cadeia é propriedade do Xperience Restaurant Group.

## História
A cadeia foi fundada em 1981 por Warren Simmons, com o seu primeiro restaurante em Alameda, Califórnia. Cresceu para 37 restaurantes em toda a Califórnia até agosto de 1993, altura em que foi adquirida pela Taco Bell, subsidiária da PepsiCo. Quando a PepsiCo abandonou o negócio da restauração em 1997, a Chevys foi vendida ao grupo de investimento J.W. Childs Associates. Em 1999, a Chevys comprou a Rio Bravo Cantina, uma cadeia de restaurantes Tex-Mex com fraco desempenho, com 66 locais nos Estados Unidos, à Applebee's International por US$ 59 milhões.
O negócio correu mal nas lojas Rio Bravo e, em 2003, os executivos da Chevys pediram proteção contra a falência ao abrigo do Capítulo 11. Durante o ano e meio seguinte, a Chevys funcionou como devedor em posse ao abrigo do Capítulo 11. Em janeiro de 2005, a Chevys e a Fuzio Universal Pasta foram adquiridas pela Real Mex Restaurants, Inc., a empresa-mãe dos restaurantes El Torito e dos Acapulco Mexican Restaurants, sediada em Long Beach, Califórnia. Posteriormente, a Real Mex passou por uma falência em 2011-2012 e foi adquirida pelo Xperience Restaurant Group em 2018.
Mais 14 restaurantes Chevys Fresh Mex de baixo desempenho, principalmente no norte da Califórnia, foram fechados em 26 de dezembro de 2016. Entre eles estavam os locais de Redding, Chico, South Lake Tahoe, Modesto e Fresno na Califórnia.
Em 2021, o Xperience Restaurant Group iniciou a expansão dos restaurantes Chevys Fresh Mex com um novo local em Orlando, Flórida, perto do Mall at Millenia e planeja abrir um local emblemático na faixa de Las Vegas, perto da T-Mobile Arena em frente ao Park MGM, que terá capacidade para 400 convidados.

## Restaurantes
A partir de abril de 2024, a empresa opera 18 locais na Califórnia, Maryland, Minnesota, Missouri, Nova Jérsia, Dakota do Sul e Virgínia. Muitos destes locais são propriedade da empresa; no entanto, alguns são propriedade de franchisados. Os locais franchisados da Chevys, um punhado de restaurantes na Califórnia e uma única unidade em Orlando, Flórida, permanecem após a falência de outubro de 2018 e a venda de ativos.